# Isabel Fraire
Isabel Fraire Benson (Monterrey, Nuevo León, 8 de diciembre de 1931 - Ciudad de México, 5 de abril de 2015), fue una destacada poeta, traductora y crítica literaria mexicana del siglo XX y comienzos del siglo XXI.

## Biografía
A pesar de su distinguida participación en la literatura mexicana de los años posteriores a la década de los 60s, la figura de Isabel Fraire es una de las menos conocidas por lo que sus aspectos biográficos pueden recogerse en estudios y una recopilación de las series de estampas y anécdotas que la misma Fraire dejó en sus escritos. 
Nació en la ciudad de Monterrey, el 8 de diciembre de 1931. Su madre, Elizabeth Stiles Benson, fue estadounidense, y su padre, Conrado Fraire Castañeda, mexicano, autodidacta letrado en literatura y poesía. Su madre dijo que fue ‘raptada’ en su infancia por una familia estadounidense debido a la compañía teatral itinerante de sus familia biológica, que era mal vista.  Isabel Fraire aprendió a hablar y escribir en inglés y español desde temprana edad. Tiempo después se hizo difusora de la poesía estadounidense. Existe también un cuento autobiográfico (Son Chones y así son) en la que Fraire retoma el tema del de su madre. Son Chones tiene otro dato destacable de su infancia: Aprendió a leer con el libro Mamá la Oca, regalo de su abuela. Fraire asegura “así aprendí, no sólo inglés, sino el goce de las rimas y las palabras”; o en la dedicatoria de Seis poetas de lengua inglesa: “A Anabel Stiles Benson (mi abuela, que me enseñó inglés cuando tenía yo tres años) y a Huberto Batis”. 
Cursó sus estudios profesionales en la Facultad de Filosofía y Letras de la Universidad Nacional Autónoma de México, en la que también impartió clases de literatura. Completó su preparación artística estudiando danza, música y pintura. Además, fue profesora en la Universidad Iberoamericana con estancias en la Universidad de Texas en Austin y la Universidad de Burdeos, Francia.  Miembro del consejo de redacción de la Revista Mexicana de Literatura. Su obra ha sido traducida al inglés y al francés.
El domingo 5 de abril de 2015, el entonces presidente de CONACULTA, Rafael Tovar y de Teresa, twitteó el fallecimiento de la autora. Su último homenaje en vida se realizó en 2009, organizado por el CONACULTA y el INBA. 

## Estilo
Algunos aspectos destacables de su escritura son referentes a su poesía. Ella señala que muchos de sus poemas no son un invento, sino anotaciones de su realidad. Poemas en el regazo de la muerte, una de sus obras más destacadas, contiene temas como mirar desde otra perspectiva, elabora la idea del jardín, sus cuidados artificiales y su relación con lo humano e incluso el arte plástico. Juega con la posición de las palabras en la hoja con lo que crea un efecto de sucesión de imágenes. Su obra completa integra un apartado bastante interesante de textos periodísticos, entre reportajes, crónicas y entrevistas, reseñas y columnas de suplementos con inclinación hacia el ensayo crítico en torno a la poesía.

## Obra
Isabel Fraire fue colaboradora de Revista de Bellas Artes, Diálogos, Katharsis, La Semana de Bellas Artes, México en la Cultura, Plural, Revista Proceso, Revista de la Universidad de México, Sábado, Siempre!, Excélsior, Unomásuno y La Jornada. También dirigió varios talleres de poesía

### Publicaciones
- 15 poemas (Revista Katharsis, 1959)
- Sólo esta luz (ERA, 1969)
- Seis poetas de la lengua inglesa (1976) Traducción, selección, prólogo y fichas biográficas (poemas de T.S. Elliot, Wallace Stevens, William Carlos Williams, Ezra Pound, e.e. cummings, W.H. Auden)
- Isabel Fraire, poems (1975)
- Poemas en el regazo de la muerte (Joaquín Mortiz, 1977) [ISBN: 968-27-0037-X]
- Un poema de navidad para Alaíde Foppa (1982)
- Puente colgante. Poesía reunida (Universidad Autónoma Metropolitana, 1997)
- Kaleidoscopio insomne. Poesía reunida (Fondo de Cultura Económica, 2004) [ISBN: 968-16-7193-7]

### Colaboraciones
- El Corno Emplumado
- Diálogos (revista)
- Katharsis
- Revista de Bellas Artes
- La Semana de Bellas Artes
- México en la Cultura
- Plural
- Proceso
- Revista Mexicana de Literatura (1960-1965)
- Revista de la Universidad de México
- Sábado y Siempre!
- Excélsior
- Unomasuno (1977-1981)
- La Jornada

### Antologías
- Seis poetas de lengua inglesa (SEP/Setentas, 1976)

- Pensadores norteamericanos del Siglo XIX (Siglo XXI Editores, 1983)

- Miscelánea de poesía norteamericana (1987)

- Caja de Pandora: Traducciones de poesía norteamericana (Liberta Sumaria, 1984) [ISBN: 968-7150-01-7]

Su obra también fue reunida en publicaciones como la antología Poesía en movimiento, realizada por Octavio Paz, Alí Chumacero, José Emilio Pacheco y Homero Aridjis en 1966. Tradujo a escritores como T.S. Elliot, Wallace Stevens, Sylvia Plath y Ezra Pound
Su obra también puede ser consultada en las antologías Reunión La región menos transparente: antología poética de la Ciudad de México.

## Premios y reconocimientos
Isabel Fraire recibió la Beca Guggenheim en 1977 y el Premio Xavier Villaurrutia en 1978. Fraire recibió un homenaje realizado por el CONACULTA y el INBA.